# Aeroportul Internațional Cincinnati/Northern Kentucky
Aeroportul Internațional Cincinnati/Northern Kentucky (IATA: CVG, ICAO: KCVG, FAA LID: CVG) este un aeroport din Hebron⁠(d), Comitatul Boone, Kentucky, Kentucky, Statele Unite ale Americii ce deservește zona Cincinnati. Aeroportul a fost tranzitat în 2023 de 8.718.443 de pasageri. A fost deschis în 10 ianuarie 1947 și numit după zona deservită.
Situat la o altitudine de 273 m, aeroportul dispune de 4 piste.

## Infrastructură

### Piste
Aeroportul dispune de 4 piste: 
- pista 09/27 din asfalt, cu dimensiunile 12.000 picioare × 150 picioare
- pista 18C/36C din asfalt, cu dimensiunile 11.000 picioare × 150 picioare
- pista 18L/36R din beton, cu dimensiunile 10.000 picioare × 150 picioare
- pista 18R/36L din beton, cu dimensiunile 8.000 picioare × 150 picioare